# トイ・ストーリーシリーズ

トイ・ストーリーのロゴ

『トイ・ストーリーシリーズ』は、ディズニー・ピクサーが1995年に製作した『トイ・ストーリー』から始まる作品群である。

## 映画作品

### トイ・ストーリー
シリーズ第1作である『トイ・ストーリー』（Toy Story）は、1995年11月22日に全米公開された。劇場公開映画としては史上初となる全編CGIの作品であり、興行面及び批評面で成功を収めた。2009年10月2日には、『トイ･ストーリー2』と合わせてディズニーデジタル3-D版が2週間限定の予定で公開され、大ヒットしたために期間が延長された。

### トイ・ストーリー2
シリーズ第2作の『トイ・ストーリー2』（Toy Story 2）は、1999年11月24日に全米公開された。第1作目から4年後の設定である。

### トイ・ストーリー3
シリーズ第3作の『トイ・ストーリー3』（Toy Story 3）は、2010年6月18日に全米公開された。第2作目から6年後の設定である。

### トイ・ストーリー4
シリーズ第4作の『トイ・ストーリー4』（Toy Story 4）は、2019年6月21日に全米公開された。2019年7月12日 に日本公開された。
テレビ放送の際の字幕の色は、ウッディ：黄色、バズ・ライトイヤー：水色、ボー・ピープ、ジェシー、ロッツォ・ハグベア：緑色、その他：白。

### トイ・ストーリー5
シリーズ第5作である『トイ・ストーリー5』（Toy Story 5）は、2026年6月19日に全米公開予定。

## トゥーン

### ハワイアン・バケーション
シリーズ初の短編作品の『ハワイアン・バケーション』（Hawaiian Vacation）は、2011年6月24日に『カーズ2』と同時上映された。第3作目のその後の物語である。

### ニセものバズがやって来た
短編作品第2弾の『ニセものバズがやって来た』（Small Fry）は、2011年11月23日に『ザ・マペッツ』と同時上映された。日本では2012年7月21日に『メリダとおそろしの森』と同時上映された。

### レックスはお風呂の王様
短編作品第3弾の『レックスはお風呂の王様』（Partysaurus Rex）は、2012年9月14日に『ファインディング・ニモ 3D』と同時上映された。

## テレビアニメ

### スペースレンジャー バズ・ライトイヤー
『スペース・レンジャー バズ・ライトイヤー』（Buzz Lightyear of Star Command）は、バズ・ライトイヤーにスポットを当てたスピンオフ作品として2000年10月にアメリカで放送された。導入部として制作されたDVD『スペース・レンジャー バズ・ライトイヤー 帝王ザーグを倒せ!』が発売されている。シリーズ唯一のCGを用いないアニメーション作品。

### トイ・ストーリー・オブ・テラー!
『トイ・ストーリー・オブ・テラー!』（Toy Story of Terror!）は、2013年秋のハロウィンにアメリカで放送された、シリーズ初のホラー要素を取り入れた作品となっている。日本では2014年7月21日からDlifeにて放送開始。

### トイ・ストーリー 謎の恐竜ワールド
『トイ・ストーリー 謎の恐竜ワールド』（Toy Story That Time Forgot）は、2014年12月3日にアメリカで放送された。日本では2015年7月18日からDlifeにて放送開始。

## Webアニメ

### フォーキーのコレって何?
『フォーキーのコレって何?』（Forky Asks a Question）は、全10話。フォーキーが他のキャラたちに素朴な疑問を訪ねる短編として2019年11月12日から2020年1月10日までDisney+で配信された。

### ボー・ピープはどこに?
『ボー・ピープはどこに?』（Lanp Life）は、ボー・ピープが語る『4』に至るまでの前日譚として2020年1月31日にDisney+で配信された。

## キャラクター

### この作品における「おもちゃ」について
基本的にはどのおもちゃも人格を持ち、自分の意思で動いたり話したりすることができるが、単一パーツのブロックやボールのようなシンプルなおもちゃには人格がない。が、単一パーツであっても生物の形をしていれば自分で動くことができる。人間のような栄養補給は必要とせず、寿命がない。人間の前では動かないが、これは、全てのおもちゃに共通するルールで、人前では動いたり、人に動ける事を勘づかれてはいけないという掟がある（例外として1作目で悪童シドを懲らしめるためウッディがオモチャ達を指揮して動かし、3作目ではやはりウッディがアンディにメッセージを書き残す）、そのため、人目がつく場所や人が遊んでる時は動かないようにし、持ち主や人が部屋に戻って来た時には定位置に戻る。ただし、身の危険を感じる場合は人目を盗んで動いたり、危険な定位置やポテトヘッドのようにパーツがバラバラの状態の場合はやむを得ず、違う場所に移動する事もある。おもちゃに装備されている機能には逆らうことができない。感覚の範囲は不明で、1ではウッディが背中のヒモをひっかけ、本人が気づかずにそれを伸ばしてしまったことがある。腕がもげても痛がったりせず、腕がもげたことに対するショックで叫んでいるだけなので、痛覚はあまりない様子。本体から分離されたパーツは動くことができないが、例外的にMr.ポテトヘッドは目や口だけのパーツで動くことができ（ただしそれだけで浮いて飛ぶようなことはできない）、そのパーツを自ら別の物体に挿し込めばその物体を体として扱うことができる模様（3より）。おもちゃによって個体差はあるが、力は相当なもので、犬に対してドアで押し勝ったり、庭を挟んだ別の家にクリスマスツリーのライトを放り投げたりすることができる。

## キャスト（声の出演）
原語版ではスタッフの声優起用が割と多く、脚本家のジョー・ランフト、アンドリュー・スタントンの他に、3ではリー・アンクリッチ監督が登場する。
上段は原語版、下段は日本語吹替版。
| 役名                                      | 声優名                              | 声優名                     | 声優名                       | 声優名                     |
| 役名                                      | トイ・ストーリー                    | トイ・ストーリー2          | トイ・ストーリー3            | トイ・ストーリー4          |
| ----------------------------------------- | ----------------------------------- | -------------------------- | ---------------------------- | -------------------------- |
| ウッディ                                  | トム・ハンクス                      | トム・ハンクス             | トム・ハンクス               | トム・ハンクス             |
| ウッディ                                  | 唐沢寿明                            |                            |                              |                            |
| バズ・ライトイヤー                        | ティム・アレン                      | ティム・アレン             | ティム・アレン               | ティム・アレン             |
| バズ・ライトイヤー                        | 所ジョージ                          |                            |                              |                            |
| ジェシー                                  |                                     | ジョーン・キューザック     | ジョーン・キューザック       | ジョーン・キューザック     |
| ジェシー                                  | 日下由美                            |                            |                              |                            |
| レックス                                  | ウォーレス・ショーン                | ウォーレス・ショーン       | ウォーレス・ショーン         | ウォーレス・ショーン       |
| レックス                                  | 三ツ矢雄二                          |                            |                              |                            |
| ハム                                      | ジョン・ラッツェンバーガー          | ジョン・ラッツェンバーガー | ジョン・ラッツェンバーガー   | ジョン・ラッツェンバーガー |
| ハム                                      | 大塚周夫                            | 大塚周夫                   | 大塚周夫                     | 咲野俊介                   |
| ミスター・ポテトヘッド                    | ドン・リックルズ                    | ドン・リックルズ           | ドン・リックルズ             | ドン・リックルズ           |
| ミスター・ポテトヘッド                    | 名古屋章                            | 名古屋章                   | 辻萬長                       | 辻萬長                     |
| ミセス・ポテトヘッド                      |                                     | エステル・ハリス           | エステル・ハリス             | エステル・ハリス           |
| ミセス・ポテトヘッド                      | 楠トシエ                            | 松金よね子                 | 松金よね子                   |                            |
| スリンキー・ドッグ                        | ジム・バーニー                      | ジム・バーニー             | ブレイク・クラーク           | ブレイク・クラーク         |
| スリンキー・ドッグ                        | 永井一郎                            | 永井一郎                   | 永井一郎                     | 辻親八                     |
| ボー・ビープ                              | アニー・ポッツ                      | アニー・ポッツ             |                              | アニー・ポッツ             |
| ボー・ビープ                              | 戸田恵子                            | 戸田恵子                   | 戸田恵子                     |                            |
| エイリアンたち （リトル・グリーン・メン） | ジェフ・ピジョン デビ・デリーベリー | ジェフ・ピジョン           | ジェフ・ピジョン             | ジェフ・ピジョン           |
| エイリアンたち （リトル・グリーン・メン） | 落合弘治 石井隆夫                   | 桜井敏治                   | 落合弘治 桜井敏治 多田野曜平 | 桜井敏治 多田野曜平        |
| 軍曹 （グリーン・アーミーメン）           | R・リー・アーメイ                   | R・リー・アーメイ          | R・リー・アーメイ            |                            |
| 軍曹 （グリーン・アーミーメン）           | 谷口節                              |                            |                              |                            |
| ウィージー                                |                                     | ジョー・ランフト           |                              |                            |
| ウィージー                                | 佐古正人                            |                            |                              |                            |
| バービー                                  | ジョディ・ベンソン                  | ジョディ・ベンソン         |                              |                            |
| バービー                                  | 高橋理恵子                          |                            |                              |                            |
| レニー                                    | ジョー・ランフト                    | ジョー・ランフト           |                              |                            |
| レニー                                    | 八代駿                              | 桜井敏治                   |                              |                            |
| プロスペクター                            |                                     | ケルシー・グラマー         |                              |                            |
| プロスペクター                            | 小林修                              |                            |                              |                            |
| ザーグ                                    | アンドリュー・スタントン            |                            |                              |                            |
| ザーグ                                    | 佐々木梅治                          |                            |                              |                            |
| ロッツォ                                  |                                     |                            | ネッド・ビーティ             |                            |
| ロッツォ                                  | 勝部演之                            |                            |                              |                            |
| ケン                                      | マイケル・キートン                  |                            |                              |                            |
| ケン                                      | 東地宏樹                            |                            |                              |                            |
| ストレッチ                                | ウーピー・ゴールドバーグ            |                            |                              |                            |
| ストレッチ                                | 片岡富枝                            |                            |                              |                            |
| チャッター・テレフォン                    | テディ・ニュートン                  |                            |                              |                            |
| チャッター・テレフォン                    | 山路和弘                            |                            |                              |                            |
| アンディ・デイビス                        | ジョン・モリス                      | ジョン・モリス             | ジョン・モリス               | ジョン・モリス             |
| アンディ・デイビス                        | 市村浩佑                            | 北尾亘                     | 小野賢章                     | 清水はる香                 |
| アンディのママ                            | ローリー・メトカーフ                | ローリー・メトカーフ       | ローリー・メトカーフ         | ローリー・メトカーフ       |
| アンディのママ                            | 小宮和枝                            |                            |                              |                            |
| モリー                                    | ハンナ・アンクリッチ                | ハンナ・アンクリッチ       | ベアトリス・ミラー           |                            |
| モリー                                    | ハンナ・アンクリッチ                | ハンナ・アンクリッチ       | きゃさりん                   |                            |
| シド                                      | エリック・フォン・デットン          |                            | エリック・フォン・デットン   |                            |
| シド                                      | 堀裕晶                              | 落合弘治                   |                              |                            |
| ハンナ                                    | サラ・フリーマン                    |                            |                              |                            |
| ハンナ                                    | 笠原清美                            |                            |                              |                            |
| アル                                      |                                     | ウェイン・ナイト           |                              |                            |
| アル                                      | 樋浦勉                              |                            |                              |                            |
| 修理屋                                    | ジョナサン・ハリス                  |                            |                              |                            |
| 修理屋                                    | 佐々木梅治                          |                            |                              |                            |
| ボニー・アンダーソン                      |                                     |                            | エミリー・ハント             | マデリーン・マックグロウ   |
| ボニー・アンダーソン                      | 諸星すみれ                          | 中村優月                   |                              |                            |
| フォーキー                                |                                     |                            |                              | トニー・ヘイル             |
| フォーキー                                | 竜星涼                              |                            |                              |                            |
| ダッキー                                  | キーガン＝マイケル・キー            |                            |                              |                            |
| ダッキー                                  | 松尾駿（チョコレートプラネット）    |                            |                              |                            |
| バニー                                    | ジョーダン・ピール                  |                            |                              |                            |
| バニー                                    | 長田庄平（チョコレートプラネット）  |                            |                              |                            |
| ギャビー・ギャビー                        | クリスティーナ・ヘンドリックス      |                            |                              |                            |
| ギャビー・ギャビー                        | 新木優子                            |                            |                              |                            |
| デューク・カブーン                        | キアヌ・リーブス                    |                            |                              |                            |
| デューク・カブーン                        | 森川智之                            |                            |                              |                            |
| ギグル・マクディンプルズ                  | アリー・マキ                        |                            |                              |                            |
| ギグル・マクディンプルズ                  | 竹内順子                            |                            |                              |                            |

## 評価

### 興行収入
| 作品名                 | 全米公開日     | 興行収入     | 興行収入     | 興行収入       | 歴代興収順位 | 歴代興収順位 | 製作費       | 出典        |
| 作品名                 | 全米公開日     | アメリカ     | アメリカ以外 | 全世界         | アメリカ     | 全世界       | 製作費       | 出典        |
| ---------------------- | -------------- | ------------ | ------------ | -------------- | ------------ | ------------ | ------------ | ----------- |
| トイ・ストーリー       | 1995年11月22日 | $191,796,233 | $170,162,503 | $361,958,736   | #222         | #329         | $30,000,000  | [ 2 ] [ 8 ] |
| トイ・ストーリー2      | 1999年11月24日 | $245,852,179 | $239,163,000 | $485,015,179   | #130         | #211         | $90,000,000  | [ 9 ]       |
| トイ・ストーリー1&2 3D | 2009年10月2日  | $30,702,446  | $941,336     | $31,643,782    | #1,848       | N/A          | N/A          | [ 10 ]      |
| トイ・ストーリー3      | 2010年6月18日  | $415,004,880 | $648,167,031 | $1,063,171,911 | #28          | #31          | $200,000,000 | [ 11 ]      |
| トイ・ストーリー4      | 2019年6月21日  | $434,010,223 | $639,356,585 | $1,073,366,808 | #22          | #30          | $200,000,000 | [ 12 ]      |

### レビュー
| 作品名            | Rotten Tomatoes | Meta Critic | IMDb   |
| ----------------- | --------------- | ----------- | ------ |
| トイ・ストーリー  | 100%            | 92          | 8.1/10 |
| トイ・ストーリー2 | 100%            | 88          | 8.0/10 |
| トイ・ストーリー3 | 99%             | 91          | 8.3/10 |
| トイ・ストーリー4 | 97%             | 84          | 8.0/10 |

## ディズニーパークでのトイ・ストーリー

### テーマランド
「トイ・ストーリー・プレイランド」 (Toy Story Playland)
フランスのウォルト・ディズニー・スタジオ・パークのトゥーン・スタジオ内に、2010年8月17日にオープン。
「トイ・ストーリーランド」 (Toy Story Land)
香港の香港ディズニーランドに、2011年11月18日にオープン。
「トイ・ストーリーランド」(Disney・Pixar Toy Storyland)
上海の上海ディズニーランドに2016年11月9日にオープン。
「トイ・ストーリーランド」(Toy Storyland)
アメリカのディズニー・ハリウッド・スタジオにオープン。

### アトラクション
「バズ・ライトイヤーのアストロブラスター」 (Buzz Lightyear's Astro Blasters)
5つのディズニーパーク全てにあるシューティングアトラクション。内容は、アストロブラスターという光線銃でZマークを撃つというもの。パークによって名称が異なる。
- アメリカ合衆国フロリダ州のマジック・キングダム（ウォルト・ディズニー・ワールド・リゾート） - 「バズ・ライトイヤーのスペースレンジャースピン」
- アメリカ合衆国カリフォルニア州のディズニーランド（ディズニーランド・リゾート）　- 「バズ・ライトイヤーのアストロブラスター」
- フランスのディズニーランド・パーク（ディズニーランド・パリ） - 「バズ・ライトイヤーのレーザーブラスト」
- 日本の東京ディズニーランド（東京ディズニーリゾート）　- 「バズ・ライトイヤーのアストロブラスター」
- 中国の香港ディズニーランド（香港ディズニーランド・リゾート）　- 「バズ・ライトイヤーのアストロブラスター」（現在は「アントマン&ワスプ:ナノバトル!」になっている。）

なお上記とは別に、ウォルト・ディズニー・ワールド・リゾートのダウンタウン・ディズニー内にあるディズニークエストでは「バズ・ライトイヤーのアストロブラスター」という名前のアトラクションがあるが、カートに乗ったゲスト同士がゴムボールを当て合うという内容的には別物のものである。
「トイ・ストーリー・マニア!」 (Toy Story MIDWAY MANIA!)
ディズニー・カリフォルニア・アドベンチャーとディズニー・ハリウッド・スタジオ、東京ディズニーシーにある4-Dタイプのシューティングアトラクション。「バズ・ライトイヤーのアストロブラスター」とは違い、トイ・ストーリー全体をテーマにしており、的なども全て映像である他、当てると風、水などの特殊効果が出る的もある。内容は、ウッディやバズ達が作った様々なシューティングゲームを楽しむというもの。

#### トイ・ストーリーのテーマランド内にあるアトラクション
「RCレーサー」 (RC Racer)
ウォルト・ディズニー・スタジオ・パークと香港ディズニーランドにある、ローラーコースタータイプのアトラクション。トイ・ストーリーシリーズに登場する「RC」に乗り込み、ハーフパイプ状のコースを往復しながら垂直上昇・落下を繰り返す。アトラクションのテーマは、もしもRCがホットウィールのレールを走ったらというものであり、実際にレールもホットウィールをイメージしたものとなっている。
「トイ・ソルジャー・パラシュート・ドロップ」 (Toy Soldier Parachute Drop)
ウォルト・ディズニー・スタジオ・パークと香港ディズニーランドにあるアトラクション。映画に登場する「グリーン・アーミー・メン」のパラシュート降下訓練を擬似体験できる。足がぶら下がった状態のまま、25mの高さまで上昇・下降を繰り返す。
「スリンキー・ドッグのジグザグスピン」 (Slinky Dog Zig Zag Spin)
「スリンキー・ドッグ・スピン」 (Slinky Dog Spin)
ウォルト・ディズニー・スタジオ・パークと香港ディズニーランドにあるアトラクション。映画に登場する「スリンキー・ドッグ」の体のバネ部分に乗り、スリンキーが自分の尻尾を追いかけるように、時計回りに旋回しながら上下に動く。パークによって名称は異なるが内容は同じ。

### レストラン
「ピザ・プラネット・アーケード」 (Pizza Planet Arcade)
ウォルト・ディズニー・ワールド・リゾートのディズニー・ハリウッド・スタジオにあるレストラン。名前の通り、劇中に登場するピザ・プラネットの再現であり、ピザを販売している。
「スルーフットスーのダイヤモンドホースシュー」 (Slue Foot Sue's Diamond Horseshoe)
東京ディズニーリゾートの東京ディズニーランドにあるレストラン。レストラン自体はトイ・ストーリーをテーマにしていないが、ランチショーの「ホースシュー・ラウンドアップ」では、ウッディ、ジェシー、ブルズアイが出演している。

### ショップ
「リトル・グリーン・メン ストア・コマンド」 (Little Green Men Store Command)
ディズニーランド・リゾートのディズニーランドにあるショップ。バズ・ライトイヤーのアストロブラスターの出口と直結している。
「ミッドウェイ・マーカンタイル」 (Midway Mercantile)
ディズニーランド・リゾートのディズニー・カリフォルニア・アドベンチャーにあるショップ。トイ・ストーリー・マニア!の出口と直結している。「トイ・ストーリー・マニア!」関連のグッズを売っている。
「プラネットM」 (Planet M)
東京ディズニーリゾートの東京ディズニーランドにあるショップ。バズ・ライトイヤーのアストロブラスターの出口と直結している。
「スリンキー・ドッグのギフトトロリー」 (Slinky Dog's Gift Trolley)
東京ディズニーリゾートの東京ディズニーシーにあるショップ。「トイ・ストーリー・マニア!」と共に7月9日オープンした。

## メディアミックス

### コンピュータゲーム
16ビット時代に、映画第1作を原作としたゲーム『Toy Story』が、スーパーファミコン、メガドライブ、ゲームボーイ、パソコンで発売された。映画第2作目のときには、NINTENDO 64、プレイステーション、ドリームキャストで『Toy Story 2: Buzz Lightyear to the Rescue』が発売された。映画第3作目でも、PlayStation 2、PlayStation 3、PlayStation Portable、Wii、ニンテンドーDS、Xbox 360等で発売された。
テレビのスピンオフ版を原作としたゲームもゲームボーイカラー、プレイステーション、パソコンで発売された。
2019年のPlayStation 4/Xbox One用ソフト『キングダム ハーツIII』ではワールドの一つとしてトイ・ストーリーが登場した。『KH』シリーズでのディズニー作品のワールドは原作映画の再現になることが多いが、『KHIII』でのシナリオは『トイ・ストーリー2』と『トイ・ストーリー3』の間に実際に起こった出来事として描かれている。